# Renée Zellweger
Renée Kathleen Zellweger (Katy, Texas, 25 de abril de 1969) é uma premiada atriz, cantora e produtora norte-americana. Ao longo de sua carreira, ela recebeu vários prêmios, incluindo dois Oscars, quatro Globos de Ouro, dois BAFTAs e quatro SAG Awards.
Zellweger teve seu primeiro papel de destaque em O Massacre da Serra Elétrica - O Retorno (1994). Posteriormente, recebeu elogios por sua participação em Império dos Discos, Uma Loja Muito Louca (1995) e ganhou maior reconhecimento por seu papel em Jerry Maguire: A Grande Virada (1996). Em Enfermeira Betty (2000), ela ganhou seu primeiro Globo de Ouro e, por suas performances como Bridget Jones em O Diário de Bridget Jones (2001) e Roxie Hart em Chicago (2002), recebeu indicações consecutivas ao Oscar de Melhor Atriz. Zellweger reprisou seu papel como Bridget Jones em três sequências igualmente bem-sucedidas (2004, 2016 e 2025).
Ela ganhou o Oscar de Melhor Atriz Coadjuvante por sua atuação no drama Cold Mountain (2003) e interpretou a esposa do boxeador James J. Braddock em A Luta pela Esperança (2005) e a autora Beatrix Potter em Miss Potter (2006). Após estrelar papéis em filmes de menor repercussão, como Appaloosa, uma cidade sem lei (2008), Tudo por Você (2009) e Caso 39 (2009), Zellweger se afastou do cinema durante seis anos.
Em 2019, estrelou a minissérie de suspense da Netflix Dilema e foi aclamada pela crítica por sua interpretação de Judy Garland na cinebiografia Judy: Muito Além do Arco-Íris. A performance lhe rendeu os prêmios Oscar, Globo de Ouro, BAFTA, Critics' Choice Movie Awards e SAG Awards de Melhor Atriz, tornando-se a primeira atriz a ganhar duas vezes os cinco principais prêmios do cinema pelo mesmo filme. Além disso, ela se tornou a sétima atriz a vencer o Oscar em ambas as categorias de atuação (em Cold Mountain, como atriz coadjuvante, e em Judy, como atriz principal). Zellweger também recebeu uma indicação ao Prêmio Grammy de Melhor Álbum Vocal Pop Tradicional pela trilha sonora do filme. Em 2025, ela reprisou seu papel como Bridget Jones no quarto filme da franquia, intitulado Bridget Jones: Mad About the Boy.

## Início da vida
Renée Zellweger (AFI: [ɹəˈneɪ ˈzɛlwɛɡɚ]) é filha do imigrante suíço Emil Eric Zellweger e da imigrante norueguesa Kjellfrid Iren Andreassen. Renée concluiu o ensino médio na Katy High, em Katy, um subúrbio de Houston, em 1987. Nessa época foi líder de torcida, ginasta e atriz de teatro amador. Logo após, foi estudar língua inglesa na Universidade do Texas, em Austin, onde se sustentou trabalhando em vários empregos como garçonete. Apesar de ter frequentado aulas de interpretação apenas para cumprir os créditos universitários, descobriu o gosto pela atuação.
Seu pai, Emil Erich Zellweger, era engenheiro elétrico e mecânico, nascido em Au, na região de São Galo, e trabalhou com petróleo. Sua mãe, Kjellfrid Irene Andreassen, nasceu em Kven, Noruega, em uma família de origem Sami, e trabalhava como enfermeira, se mudando para os Estados Unidos para trabalhar como governanta de uma família de origem norueguesa, como ela. De acordo com Renée, ela foi criada em uma família de "católicos e episcopais preguiçosos".

## Carreira

### 1992–1995: Início de carreira
Enquanto ainda estava no Texas, Zellweger atuou em vários filmes independentes e de baixo orçamento. Um desses filmes foi Amigos até a Morte (1992), seguido de um papel na minissérie da ABC Assassinato em Nebraska (1993). Em 1994, ela participou de Caindo na Real, dirigido por Ben Stiller, e do filme biográfico 8 Segundos, sob a direção de John G. Avildsen.
Seu primeiro papel principal em um longa-metragem surgiu em 1994 com O Massacre da Serra Elétrica - O Retorno, ao lado de Matthew McConaughey. Seu filme seguinte, a comédia criminal Um Amor e Uma 45 (1994), Zellweger interpretou uma mulher que planeja um assalto com o namorado. Embora o filme tenha tido um lançamento limitado nos cinemas, Marc Savlov, do The Austin Chronicle, elogiou o elenco principal, afirmando que eles eram "todos excelentes em seus papéis". A atuação de Zellweger lhe garantiu uma indicação ao prêmio Independent Spirit.
Após esse período, Zellweger se mudou para Los Angeles. Em seguida, ela participou do drama Império dos Discos, Uma Loja Muito Louca (1995). O consenso do Rotten Tomatoes foi: "Apesar de uma trilha sonora fantástica e de uma forte performance de Renée Zellweger, Empire Records é um drama adolescente bobo e previsível".

### 1996–2000: Reconhecimento
Renee Zellweger ganhou destaque mundial com sua atuação em Jerry Maguire: A Grande Virada (1996), no qual interpretou a namorada do personagem de Tom Cruise. O filme, aclamado pela crítica, arrecadou mais de US$ 273 milhões mundialmente. Cruise, que teve a palavra final na escolha do par romântico, elogiou a química entre os dois. O crítico Roger Ebert destacou essa conexão, escrevendo: "O filme se torna encantador, especialmente quando Cruise e Zellweger estão juntos na tela. Cruise interpreta Maguire com a seriedade de alguém em busca de grandeza e felicidade em um filme onde apenas o sucesso realmente importa. Zellweger interpreta uma mulher que acredita nesse homem que ama e nos lembra que o verdadeiro amor é sobre idealismo". A atuação de Zellweger rendeu indicações ao Screen Actors Guild Award de Melhor Atriz Coadjuvante e ao Satellite Award de Melhor Atriz Coadjuvante no cinema. Ela foi indicada ao Screen Actors Guild Award de melhor atriz coadjuvante e ao Satellite Award de melhor atriz coadjuvante no cinema.
O filme seguinte de Zellweger, Um Preço Acima dos Rubis (1998), foi um fracasso de bilheteira, mas a atriz recebeu elogios de críticos como Roger Ebert, que destacou sua atuação como "uma performance ferozmente forte".  No mesmo ano, ela estrelou o drama Um Amor Verdadeiro, ao lado de William Hurt e Meryl Streep. Ela interpretou uma mulher que precisa abandonar sua própria vida para cuidar da mãe terminalmente enferma. O filme arrecadou modestos US$ 23 milhões nos Estados Unidos, mas foi bem recebido pela crítica. Todd McCarthy, da revista Variety, elogiou Zellweger por sua performance, dizendo: "Ao demonstrar uma gravidade e impaciência que não havia mostrado antes, Zellweger se destaca como a jovem inteligente que resiste à interrupção de sua vida, mas acaba amadurecendo de maneiras inesperadas".
Depois de estrelar ao lado de Chris O'Donnell na comédia romântica Procura-se uma Noiva (1999), Zellweger participou da comédia dos Irmãos Farrelly Eu, Eu Mesmo & Irene, ao lado de Jim Carrey. O filme foi um sucesso comercial, arrecadando US$ 149 milhões mundialmente.
Em Enfermeira Betty (2000), dirigido por Neil LaBute e estrelado por Morgan Freeman, Zellweger interpretou uma garçonete do Kansas que, após testemunhar o assassinato do marido, decide se tornar enfermeira e embarca em uma viagem de carro pelo país em busca de seu sonho. O San Francisco Chronicle descreveu-a como "uma artista que emana bondade e um coração puro", enquanto a Variety observou: "Poucas atrizes conseguem transmitir a honestidade e a humanidade que Zellweger oferece aqui - é difícil imaginar o filme sem sua atuação dominante e completamente credível." Por sua performance, Zellweger conquistou seu primeiro Globo de Ouro de Melhor Atriz em Comédia ou Musical.

### 2001-2007: Bridget Jones e aclamação da crítica
Em 2001, Renée Zellweger conquistou o papel principal em O Diário de Bridget Jones, baseado no romance homônimo de 1996 escrito por Helen Fielding. Sua escolha gerou controvérsia, pois Zellweger não era britânica, não estava acima do peso e não fumava, características associadas à personagem. Para se preparar para o papel de Bridget, uma mulher que fuma em cadeia e é descrita como gordinha, Zellweger rapidamente ganhou peso e aprendeu a falar com sotaque britânico, além de usar cigarros de ervas durante o processo. Ela também passou três semanas trabalhando disfarçada em uma editora em Londres para se imergir na vida da personagem. A atuação de Zellweger foi amplamente elogiada, com Stephen Holden, do The New York Times, afirmando que ela "realiza o pequeno milagre de tornar Bridget ao mesmo tempo cativante e totalmente real". Esse papel lhe rendeu sua segunda indicação ao Globo de Ouro de Melhor Atriz em Comédia ou Musical, além de suas primeiras indicações ao Oscar e ao BAFTA de Melhor Atriz. O Diário de Bridget Jones foi um enorme sucesso comercial, arrecadando US$ 281 milhões em todo o mundo.

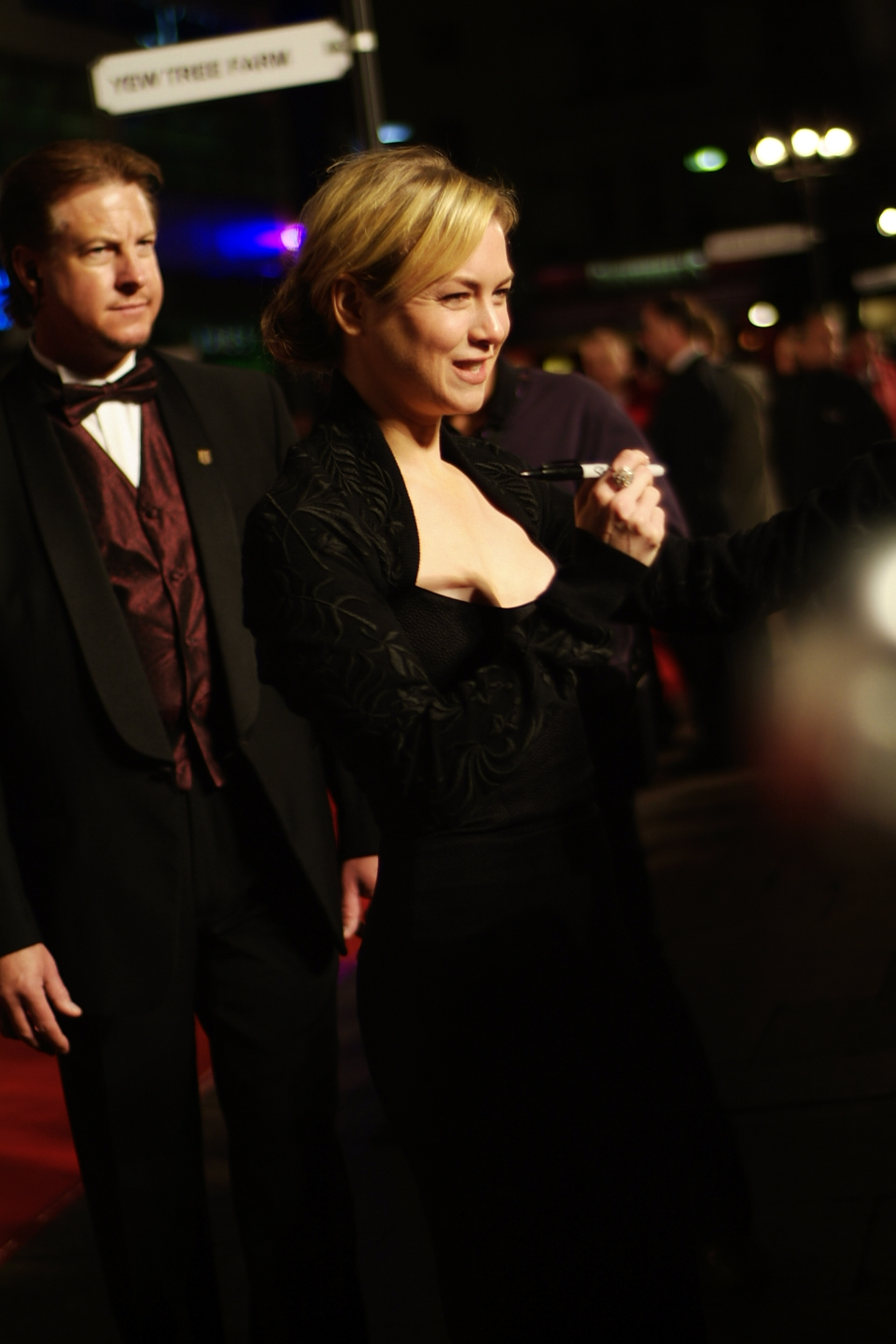
Zellweger em Londres na estreia de Miss Potter em 2006.

Zellweger assumiu o papel de uma ex-atriz e mãe adotiva, ao lado de Michelle Pfeiffer, no drama Deixe-me Viver (2002), pelo qual recebeu uma indicação ao Satellite Award de Melhor Atriz Coadjuvante - Drama. Ela também interpretou Roxie Hart no musical Chicago (2002), dirigido por Rob Marshall e co-estrelado por Catherine Zeta-Jones, Richard Gere, Queen Latifah e John C. Reilly. O filme foi amplamente aclamado pela crítica e conquistou o Oscar de Melhor Filme. Tim Robey, do The Telegraph, classificou-o como o "melhor musical de cinema desde o Cabaret de 1972",  enquanto o San Francisco Chronicle destacou a "presença dominante" de Zellweger em seus números de palco. Por sua atuação, Zellweger recebeu sua segunda indicação ao Oscar e ao BAFTA, além de ganhar seu segundo Globo de Ouro e o Screen Actors Guild Award de Melhor Atriz Principal.
Em 2003, após o sucesso de Chicago, Zellweger estrelou com Ewan McGregor na comédia romântica Abaixo o Amor, como uma mulher que defende a liberação sexual e a independência feminina na década de 1950 e início dos anos 60. Ela também apareceu no drama de guerra Cold Mountain, dirigido por Anthony Minghella, ao lado de Nicole Kidman e Jude Law, interpretando uma mulher que ajuda um fazendeiro após a suposta morte de seu pai. Zellweger ganhou os prêmios de Melhor Atriz Coadjuvante na 76ª edição do Oscar, no 61º Globo de Ouro, no 10º Screen Actors Guild Awards e no 57º British Academy Film Awards.
Em 2004, emprestou sua voz para o filme de animação da DreamWorks O Espanta Tubarões e voltou a interpretar o papel-título em Bridget Jones: No Limite da Razão. O filme foi um sucesso e arrecadou US$ 262 milhões globalmente e lhe garantiu seu quarto Globo de Ouro de Melhor Atriz em Comédia ou Musical. No ano seguinte, Zellweger interpretou a esposa do campeão mundial de boxe James J. Braddock no drama A Luta pela Esperança, dirigido por Ron Howard, ao lado de Russell Crowe e Paul Giamatti. A crítica de David Ansen, da Newsweek, destacou a capacidade extraordinária da atriz de tornar até os momentos mais dramáticos do filme extremamente convincentes. Em 24 de maio de 2005, Zellweger recebeu uma estrela na Calçada da Fama de Hollywood, um reconhecimento significativo de sua carreira.
Em 2006, Zellweger deu vida à renomada autora Beatrix Potter na comédia biográfica Miss Potter, ao lado de Emily Watson e Ewan McGregor. Ela também atuou como produtora executiva do filme, demonstrando seu desejo de se envolver mais na produção. William Arnold, do Seattle Post-Intelligencer, elogiou Zellweger por alcançar um equilíbrio perfeito entre inspiração, excentricidade e uma força artística intransigente. Sua performance lhe rendeu sua sexta indicação ao Globo de Ouro, sendo a quinta na categoria de Melhor Atriz - Musical ou Comédia. Em 2007, emprestou sua voz à comédia animada Bee Movie - A História de uma Abelha e foi agraciada com o prêmio Women in Film Crystal, celebrando sua contínua contribuição e sucesso na indústria cinematográfica.

### 2008–2015: Declínio na carreira e hiato

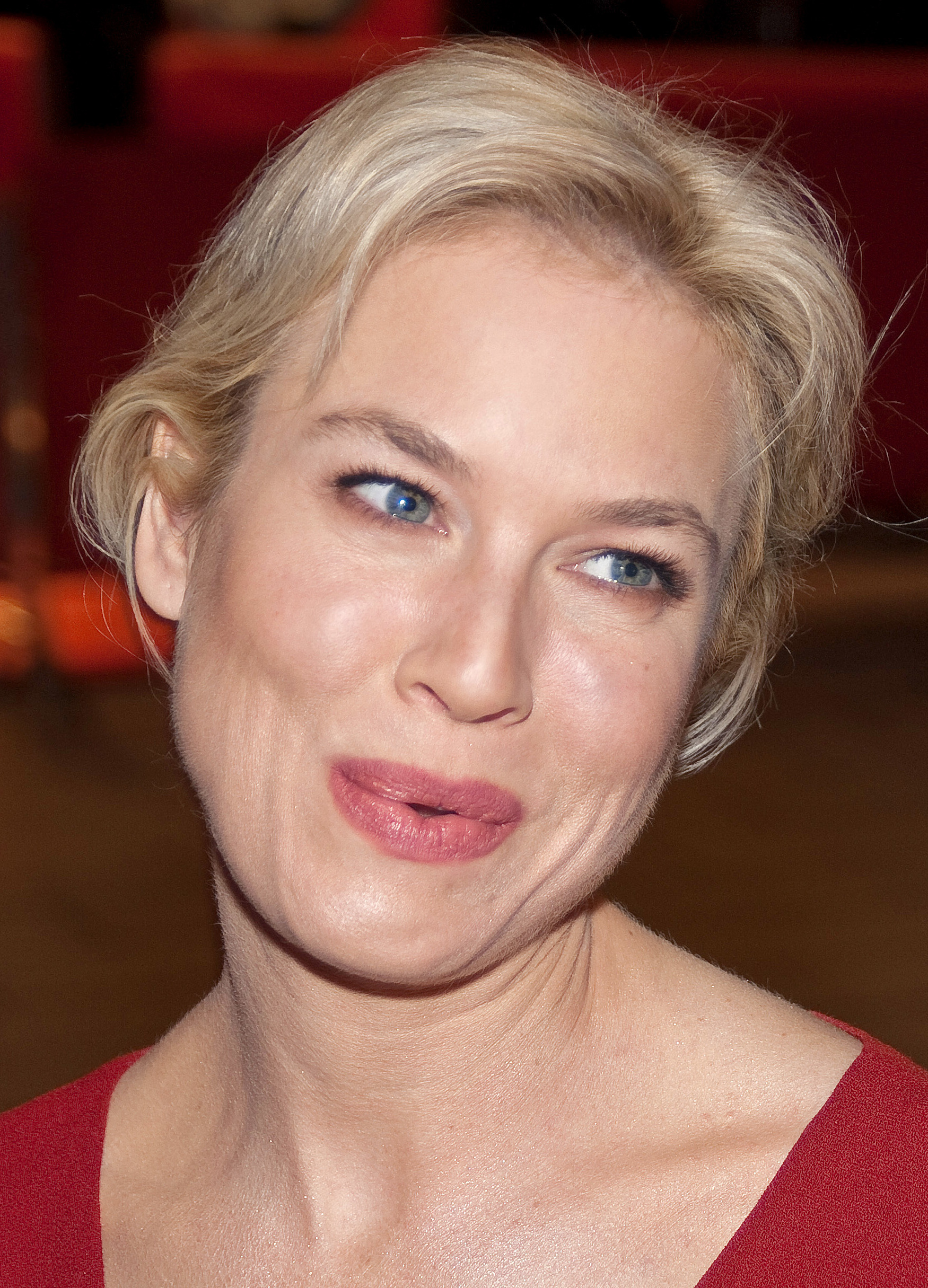
Zellweger no Festival de Cinema de Berlim de 2009.

Em O Amor não tem Regras, de George Clooney, Zellweger interpreta uma repórter do Chicago Tribune. O filme, que recebeu críticas mistas, arrecadou US$ 13,5 milhões em seu final de semana de estreia, sendo considerado "decepcionante" pelo site Box Office Mojo. A MTV.com elogiou Zellweger por sua "capacidade inesperada para sarcasmo". Em contraste, Kevin Williamson do site Jam! criticou sua performance, observando que ela estava "mal escalada para um papel que exigia sarcasmo, e não a doçura de olhos sonolentos".
Em Appaloosa, uma cidade sem lei, ela desempenha o papel de uma viúva sedutora ao lado de Ed Harris e Viggo Mortensen. O filme recebeu elogios da crítica, embora tenha arrecadado um modesto total de US$ 20 milhões nas bilheteiras norte-americanas. Além disso, Zellweger foi produtora do longa Uma Uma Chance para Viver, estrelado por Harry Connick Jr., que conta a história do Dr. Denny Slamon. O filme, co-produzido por Craig Zadan e Neil Meron, e estreou na Lifetime em outubro de 2008.
Seu próximo filme, Recém Chegada, recebeu críticas negativas e arrecadou US$ 16 milhões em sua exibição nos Estados Unidos. Em 2009, também deu voz a um personagem coadjuvante na animação da DreamWorks, Monsters vs. Aliens. Ela ainda interpretou a mãe do ator George Hamilton em Tudo por Você. Embora o filme tenha tido um lançamento limitado nos EUA, recebeu aclamação da crítica. Bill Gray, da Entertainment Weekly, destacou que Zellweger "explorou seus pontos fortes" no papel, e Mick LaSalle a considerou um "destaque" da produção.
Em Caso 39, um thriller sobrenatural que Zellweger filmou em 2006, ela assumiu o papel de uma assistente social designada para cuidar de uma garota misteriosa. O filme enfrentou uma longa pós-produção e só foi lançado nos cinemas dos EUA em 2010. Recebeu críticas desfavoráveis e arrecadou apenas US$ 5,3 milhões no seu fim de semana de estreia. Anne Thompson, do IndieWire, observou que Zellweger "enfrenta um futuro incerto" em uma indústria implacável, que oferece poucos papéis interessantes para mulheres acima de 40 anos. O filme de estrada A Minha Canção de Amor, no qual Zellweger interpreta uma ex-cantora que sofre de paralisia, foi exibido no Festival de Cinema de Tribeca em 2010 e lançado em DVD. Após o lançamento do filme, Zellweger se afastou do cinema por seis anos.
Em 2013, ela co-criou e produziu um piloto de Cinnamon Girl, uma série dramática levemente baseada na sua vida, para a rede Lifetime.

### 2016–2020: Ressurgimento eJudy

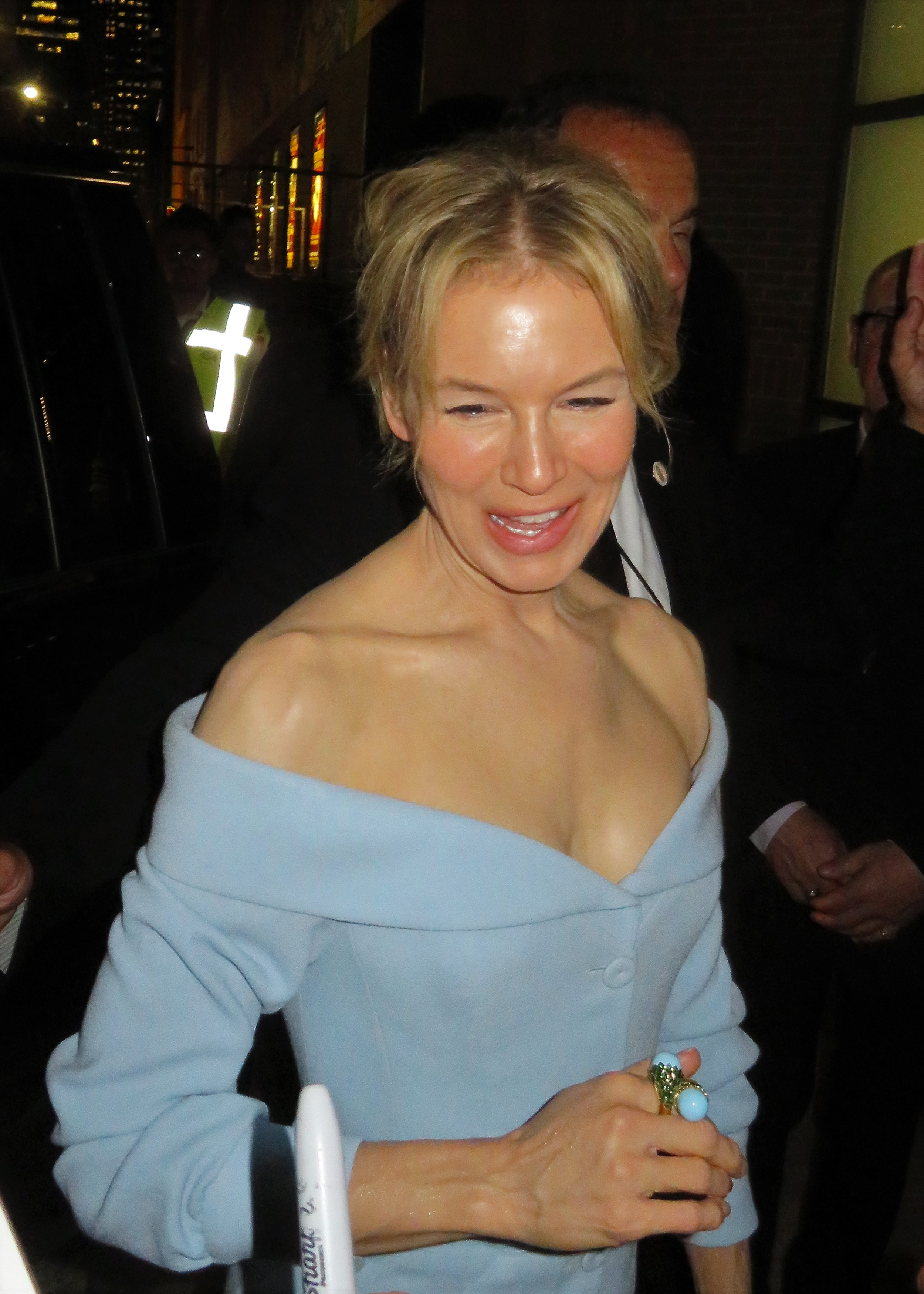
Zellweger no Festival Internacional de Cinema de Toronto de 2019.

Após seis anos afastada do cinema, Renée Zellweger fez seu retorno ao lado de Colin Firth e Patrick Dempsey na comédia romântica O Bebê de Bridget Jones (2016), o terceiro filme da franquia Bridget Jones. No longa, Zellweger retoma o papel de Bridget, agora com quarenta anos e solteira, que descobre estar grávida e precisa desvendar a identidade do pai. O filme foi bem recebido pela crítica e arrecadou US$ 211,9 milhões mundialmente. O Village Voice descreveu-o como "o mais quente e mais satisfatório da série" e elogiou a "performance inteligente e alegre de Zellweger", que, segundo a publicação, "ancora esse feliz reencontro, um presente surpreendente e refrescante de um poço criativo que parecia ter secado".
No drama criminal Versões de um Crime, dirigido por Courtney Hunt e estrelado com Keanu Reeves, Zellweger interpretou Loretta Lassiter, uma mãe cuja filha adolescente é suspeita de assassinar seu pai rico. Filmado em Nova Orleans em julho de 2014, o filme estreou em alguns cinemas e em vídeo sob demanda em 21 de outubro de 2016. As críticas foram mistas, com o Variety observando que "verdade seja dita, [Reeves e Zellweger] merecem melhor que esse previsível drama de tribunal".
Em Somos Todos Iguais (2017), uma adaptação cinematográfica do livro autobiográfico homônimo, Renée Zellweger atuou ao lado de Djimon Hounsou, Olivia Holt e Jon Voight. O filme recebeu críticas mistas e teve um sucesso comercial moderado. No entanto, The Wrap destacou a atuação de Zellweger, descrevendo-a como uma "performance gentil, atenciosa e obstinada", elogiando seu papel como a esposa que insiste em promover a decência humana entre aqueles que mais lhe são queridos.  Em 2018, Zellweger interpretou Tessa no drama independente Here and Now, estrelado por Sarah Jessica Parker. Apesar de sua participação breve, a Entertainment Weekly elogiou a atriz por sua "presença magnética" e por sua habilidade em disfarçar a raiva suburbana atrás de um copo de vinho que erguia com leveza.
Em 2019, Zellweger estrelou a minissérie de suspense da Netflix, Dilema. Embora a série tenha recebido críticas mistas, sua atuação foi amplamente elogiada. Beatriz Amendola, do portal Uol, afirmou que Zellweger "cria uma vilã poderosa que é uma delícia de assistir em meio a um elenco, no mínimo, pouco inspirado" O consenso do Rotten Tomatoes também destacou a atuação de Zellweger, observando que, apesar da mediocridade da série, "uma performance delirantemente deliciosa de Renée Zellweger" proporcionou uma experiência divertida de assistir.
No mesmo ano, Renée Zellweger interpretou Judy Garland na cinebiografia Judy: Muito Além do Arco-Íris. Baseado na peça End of the Rainbow, o filme retrata os últimos anos da vida de Garland, pouco antes de sua morte em 1969. O filme estreou no Telluride Film Festival e recebeu críticas positivas, com a atuação de Zellweger sendo amplamente aclamada. Muitos críticos a consideraram a melhor performance de sua carreira. Zoe Gahan, da Vanity Fair, descreveu Zellweger como "espirituosa, afiada e devastadora no papel-título", observando que "é difícil dizer onde Garland termina e Zellweger começa". Peter Travers, da Rolling Stone, elogiou a atriz, afirmando que "Zellweger realiza milagres ao interpretar Judy Garland: cantando seu coração, descobrindo sua alma machucada e agindo com uma ferocidade que finalmente se eleva a um estado de graça".
Por sua atuação em Judy, Zellweger recebeu vários prêmios, incluindo o Oscar de Melhor Atriz. Essa vitória fez dela a segunda pessoa (depois de Daniel Day-Lewis) e a primeira atriz a conquistar os cinco principais prêmios do cinema (Oscar, Globo de Ouro, BAFTA, SAG e Critics' Choice Awards) duas vezes, tanto nas categorias de atriz principal quanto coadjuvante (por Cold Mountain e Judy). Ela também se tornou a sétima atriz a ganhar o Oscar nas categorias de atuação e a terceira a conquistar os três prêmios principais do Globo de Ouro (drama, comédia/musical e coadjuvante), seguindo os passos de Julia Roberts e Meryl Streep.

### 2021-pressente: Indicação ao Grammy eBridget Jones: Mad About the Boy
Em 2021, Renée Zellweger foi indicada ao Prêmio Grammy na categoria de Melhor Álbum Vocal Pop Tradicional (Best Traditional Pop Vocal Album) pela trilha sonora do filme Judy. Essa indicação a fez a primeira artista desde Jennifer Hudson, por Dreamgirls, a ser reconhecida com uma indicação ao Grammy por um filme pelo qual também ganhou um Oscar de atuação.
No ano seguinte, Zellweger fez sua estreia como protagonista na televisão aberta com a minissérie The Thing About Pam, da NBC. Ela interpretou Pam Hupp, uma mulher envolvida no assassinato de Betsy Faria em 2011. Para essa interpretação, Zellweger utilizou próteses faciais e corporais, cuja aplicação levava 80 minutos. A série e sua performance receberam críticas variadas. Enquanto Ben Travers, do IndieWire, considerou sua atuação "exagerada", Richard Roeper, do Chicago Sun-Times, elogiou-a, afirmando que ela ofereceu uma "performance grandiosa, suculenta e maravilhosa", e destacou que "é isso que bons atores fazem – nos fazem acreditar que são outra pessoa inteiramente".
Em outubro de 2022, Helen Fielding respondeu a rumores sobre um possível quarto filme da série Bridget Jones, confirmando ao Radio Times que uma sequência de Bridget Jones's Baby (2016) estava em desenvolvimento. Em abril de 2024, foi anunciado que o quarto filme da série se basearia no livro Mad About the Boy, com Renée Zellweger reprisando seu papel icônico, ao lado de Hugh Grant e Emma Thompson. As gravações tiveram início em 10 de maio de 2024, nos estúdios Sky Studios Elstree, em Londres, e foram concluídas em 8 de agosto.
A estreia mundial de Bridget Jones: Mad About the Boy aconteceu no dia 13 de fevereiro de 2025, com distribuição internacional pela Universal Pictures. Nos Estados Unidos, o filme foi lançado diretamente no serviço de streaming Peacock. De acordo com a Universal, Mad About the Boy registrou a maior estreia de uma comédia romântica no Reino Unido e na Irlanda, arrecadando US$ 15,5 milhões em seu final de semana de estreia, superando Capitão América: Admirável Mundo Novo. No cenário mundial, o filme somou US$ 32 milhões em sua semana de lançamento. No site Rotten Tomatoes, 89% das 127 avaliações dos críticos são positivas, com uma nota média de 7,3/10. O consenso do site afirma: "Uma brincadeira agridoce sobre novos começos, com outra interpretação brilhante de Renée Zellweger, Mad About the Boy encerra graciosamente o livro sobre o diário de Bridget Jones". No Metacritic, o filme obteve uma pontuação de 73 de 100, com base em 21 críticas, indicando avaliações "geralmente favoráveis". Mad About the Boy recebeu uma indicação ao Prêmio Emmy de Melhor Filme para Televisão. A franquia agora detém a distinção única de receber uma indicação ao Emmy e ao Oscar.
Em março de 2025, Zellweger foi confirmada na 5ª temporada da série de televisão Only Murders in the Building. Ela fez sua estreia na direção com o curta-metragem de animação They, que teve sua estreia mundial no Festival Internacional de Cinema de Edimburgo, em 16 de agosto de 2025.

## Imagem pública

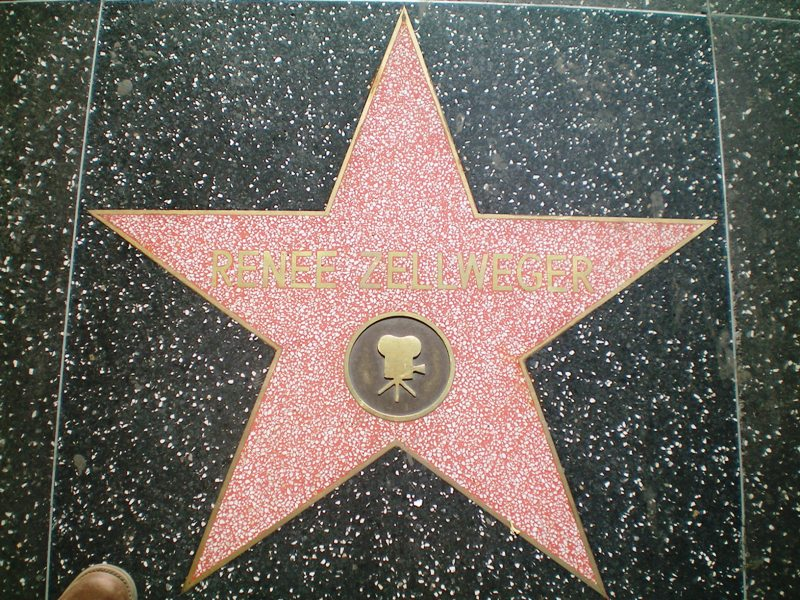
Estrela de Zellweger na Calçada da Fama de Hollywood.

Ao longo de sua carreira, Renee Zellweger apareceu em diversas capas e sessões de fotos para revistas renomadas, incluindo a edição de setembro de 1997 da Vanity Fair. Com o tempo, sua presença se expandiu para capas de publicações como Vogue, Detour, Allure e Harper's Bazaar. Zellweger é frequentemente elogiada por seu estilo em cerimônias de premiação e eventos de tapete vermelho, destacando-se especialmente pelo uso de vestidos desenhados por sua amiga próxima, Carolina Herrera. As duas se conheceram em uma gala do Costume Institute e, desde então, trabalharam juntas por mais de quinze anos. Zellweger também é uma frequentadora assídua da New York Fashion Week e de outros eventos de moda.
Em abril de 1997, Vanity Fair incluiu Zellweger na lista de "Próxima Onda de Estrelas de Hollywood". Ela foi nomeada uma das "20 melhores artistas de 2001" pela E! e, em 2003, foi escolhida pela People como uma das 50 pessoas mais bonitas do mundo. Em 2006, a Forbes a classificou em 72º lugar na lista de "Top 100 Celebridades" e, no ano seguinte, Zellweger foi colocada em 20º lugar entre "as 20 mulheres mais ricas do entretenimento" pela mesma revista.
Após sua performance em Jerry Maguire, o cantor e compositor israelense Ariel Horowitz escreveu e lançou a música "Renee" em 2001, inspirada em sua atuação. Horowitz confessou que ficou tão impressionado com a performance dela que compôs a música sobre uma fantasia onde ele conhece a atriz, se apaixona por ela, e os dois vivem juntos em Israel, com Zellweger se tornando uma estrela de cinema local.
Em outubro de 2014, após comparecer ao 21º Elle Women in Hollywood Awards, Zellweger gerou especulações sobre possíveis cirurgias estéticas devido à sua aparência considerada quase irreconhecível por alguns na mídia e nas redes sociais. Ela respondeu com bom humor: "Talvez eu pareça diferente. Quem não muda com o tempo? Mas estou feliz".

## Vida pessoal
De 1999 a 2000, Zellweger foi comprometida com Jim Carrey. Em 2003, ela teve um breve relacionamento com o músico Jack White. Em maio de 2005, Zellweger se casou com o cantor Kenny Chesney. Quatro meses depois, o casal pediu a anulação do matrimônio.
Em 2009, ela começou a namorar Bradley Cooper, depois de se conhecer nas gravações de Case 39 em 2009. Eles se separaram em 2011.
De 2012 a 2019, ela teve um relacionamento com Doyle Bramhall II, que é músico, compositor e produtor.
Em junho de 2021, ela começou a namorar o apresentador de televisão inglês Ant Anstead, que conheceu nas filmagens de Celebrity IOU: Joyride.

## Filmografia
| Ano  | Filme                                     | Título em português                                                             | Papel                                   |
| ---- | ----------------------------------------- | ------------------------------------------------------------------------------- | --------------------------------------- |
| 1993 | Dazed and Confused                        | br: Jovens, Loucos e Rebeldes pt: Juventude Inconsciente                        | Garota na pickup azul (cenas deletadas) |
| 1994 | Reality Bites                             | br: Caindo na Real pt: Jovens em Delírio                                        | Tami                                    |
| 1994 | 8 Seconds                                 | br/pt: 8 Segundos                                                               | Buckle Bunny                            |
| 1994 | Shake, Rattle & Rock!                     | br: Rock, Agito e Curtição                                                      | Susan Doyle                             |
| 1994 | Love and a .45                            | br: Um Amor e Uma 45                                                            | Starlene Cheatham                       |
| 1994 | The Return of the Texas Chainsaw Massacre | br: O Massacre da Serra Elétrica - O Retorno pt: Massacre no Texas - O Regresso | Jenny                                   |
| 1995 | Empire Records                            | br: Império dos Discos pt: Sexo, Rock e Confusão                                | Gina                                    |
| 1995 | The Low Life                              |                                                                                 | poetisa                                 |
| 1996 | The Whole Wide World                      | br: Um Amor do Tamanho do Mundo                                                 | Novalyne Price                          |
| 1996 | Jerry Maguire                             | br: Jerry Maguire - A Grande Virada pt: Jerry Maguire                           | Dorothy Boyd                            |
| 1997 | Deceiver                                  | br: O Impostor pt: Enganador                                                    | Elizabeth                               |
| 1998 | A Price Above Rubies                      | br: Um Preço Acima dos Rubis                                                    | Sonia Horowitz                          |
| 1998 | One True Thing                            | br: Um Amor Verdadeiro pt: Podia-te Acontecer                                   | Ellen Gulden                            |
| 1999 | The Bachelor                              | br: Procura-se uma Noiva pt: Noiva Procura-se                                   | Anne Arden                              |
| 2000 | Nurse Betty                               | br: Enfermeira Betty pt: Betty                                                  | Betty Sizemore                          |
| 2000 | Me, Myself & Irene                        | br: Eu, eu mesmo e Irene pt: Ela, Eu e o Outro                                  | Irene Waters                            |
| 2001 | Bridget Jones's Diary                     | br/pt: O Diário de Bridget Jones                                                | Bridget Jones                           |
| 2002 | White Oleander                            | br: Deixe-me Viver pt: A Flor do Mal                                            | Claire Richards                         |
| 2002 | Chicago                                   | br/pt: Chicago                                                                  | Roxie Hart                              |
| 2003 | Down With Love                            | br/pt: Abaixo o Amor                                                            | Barbara Novak                           |
| 2003 | Cold Mountain                             | br/pt: Cold Mountain                                                            | Ruby Thewes                             |
| 2004 | Shark Tale                                | br: O Espanta Tubarões pt: A Gang dos Tubarões                                  | Angie (voz)                             |
| 2004 | Bridget Jones: The Edge of Reason         | br: Bridget Jones no Limite da Razão pt: O Novo Diário de Bridget Jones         | Bridget Jones                           |
| 2005 | Cinderella Man                            | br: A Luta Pela Esperança pt: Cinderella Man                                    | Mae Braddock                            |
| 2006 | Miss Potter                               | br: Miss Potter pt: O Mundo Encantado de Beatrix Potter                         | Beatrix Potter                          |
| 2007 | Bee Movie                                 | br: Bee Movie - A História de Uma Abelha pt: A História de Uma Abelha           | Vanessa Bloom                           |
| 2008 | Leatherheads                              | br: O Amor não tem Regras pt: Jogo Sujo                                         | Lexie Littleton                         |
| 2008 | Appaloosa                                 | br: Appaloosa - Uma Cidade Sem Lei pt: Appaloosa                                | Allison ''Allie'' French                |
| 2009 | New in Town                               | br: Recém Chegada pt: De Malas Aviadas                                          | Lucy Hill                               |
| 2009 | My One and Only                           | br: Tudo por Você pt: À Procura do Homem Ideal                                  | Anne Devereaux                          |
| 2009 | Monsters vs. Aliens                       | br: Monstros vs. Alienígenas pt: Monstros vs. Aliens                            | Katie (voz)                             |
| 2009 | Case 39                                   | br/pt: Caso 39                                                                  | Emily Jenkins                           |
| 2010 | My Own Love Song                          | br/pt: A Minha Canção de Amor                                                   | Jane Wyatt                              |
| 2016 | The Whole Truth                           | br: Versões de um Crime pt: Toda a Verdade                                      | Loretta                                 |
| 2016 | Bridget Jones's Baby                      | br: O Bebê de Bridget Jones pt: O Bebé de Bridget Jones                         | Bridget Jones                           |
| 2017 | Same Kind of Different as Me              | br: Somos Todos Iguais                                                          | Deborah                                 |
| 2018 | Here and Now                              | br: Segredos e Despedidas                                                       | Tessa                                   |
| 2019 | What/If                                   | br/pt: Dilema                                                                   | Anne Montgomery                         |
| 2019 | Judy                                      | br: Judy: Muito Além do Arco-Íris pt: Judy                                      | Judy Garland                            |
| 2022 | The Thing About Pam                       |                                                                                 | Pam Hupp                                |
| 2025 | Bridget Jones: Mad About the Boy          | br: Bridget Jones: Louca pelo Garoto pt: Bridget Jones: Louca Por Ele           | Bridget Jones                           |
| 2025 | Only Murders in the Building              | br: Only Murders in the Building pt: Homicídios ao Domicílio                    | TBA                                     |

## Discografia
- Chicago: Music from the Miramax Motion Picture (2002)
- Judy (2019)

## Principais prêmios e indicações
Entre seus inúmeros prêmios por seu trabalho como atriz, Zellweger recebeu dois Oscars, dois BAFTA, quatro Critics 'Choice Movie Awards, quatro Golden Globe Awards, um Independent Spirit Awards, quatro SAG Awards, um British Independent Film Awards e prêmios do Círculo de Críticos de Cinema de Londres, National Board of Review, National Society of Film Critics, New York Film Critics Circle, e Festival Internacional de Cinema de Santa Bárbara. Ela é a quarta atriz, depois de Meryl Streep, Jessica Lange e Cate Blanchett, a ganhar o Oscar de melhor atriz após ter vencido o prêmio de melhor atriz coadjuvante e a sétima atriz a vencer em ambas as categorias, após Ingrid Bergman, Maggie Smith, Helen Hayes, Streep, Lange e Blanchett.